# Schottische Fußballnationalmannschaft (U-19-Junioren)
Die schottische Fußballnationalmannschaft der U-19-Junioren ist die Auswahl schottischer Fußballspieler der Altersklasse U-19. Sie repräsentiert die Scottish Football Association auf internationaler Ebene, beispielsweise in Freundschaftsspielen gegen die Auswahlmannschaften anderer nationaler Verbände, aber auch bei der seit 2002 in dieser Altersklasse ausgetragenen Europameisterschaft. Die schottische Mannschaft konnte sich bisher einmal für die Endrunde qualifizieren, wo das Finale erreicht wurde, dass gegen Spanien verloren wurde. Nur fünfmal scheiterte die Mannschaft bereits in der ersten Qualifikationsrunde.

## Teilnahme an U-19-Europameisterschaften
- 2002: nicht qualifiziert
- 2003: nicht qualifiziert
- 2004: nicht qualifiziert (in der 2. Runde gescheitert)
- 2005: nicht qualifiziert (in der Eliterunde gescheitert)
- 2006:  Vize-Europameister
- 2007: nicht qualifiziert (in der Eliterunde gescheitert)
- 2008: nicht qualifiziert
- 2009: nicht qualifiziert (in der Eliterunde gescheitert)
- 2010: nicht qualifiziert (in der Eliterunde gescheitert)
- 2011: nicht qualifiziert (als drittbester Gruppendritter die Eliterunde verpasst)
- 2012: nicht qualifiziert (als fünftbester Gruppendritter die Eliterunde verpasst)
- 2013: nicht qualifiziert (in der Eliterunde gescheitert)
- 2014: nicht qualifiziert (in der Eliterunde gescheitert)
- 2015: nicht qualifiziert  (als bester Gruppendritter für die Eliterunde qualifiziert, dort gescheitert)
- 2016: nicht qualifiziert (in der Eliterunde gescheitert)
- 2017: nicht qualifiziert (in der Eliterunde gescheitert)
- 2018: nicht qualifiziert (in der Eliterunde gescheitert)
- 2019: nicht qualifiziert (in der Eliterunde gescheitert)
- 2020: Meisterschaft wegen COVID-19-Pandemie abgesagt (für die abgesagte Eliterunde qualifiziert)
- 2022: nicht qualifiziert (als bester Gruppendritter für die Eliterunde qualifiziert, dort gescheitert)

| Bilanz     | Bilanz | Bilanz | Bilanz | Bilanz      | Bilanz | Bilanz    | Bilanz       |
| Runde      | Spiele | Siege  | Remis  | Niederlagen | Tore   | Gegentore | Tordifferenz |
| ---------- | ------ | ------ | ------ | ----------- | ------ | --------- | ------------ |
| 1. Runde   | 060    | 33     | 14     | 13          | 124    | 057       | 067          |
| Eliterunde | 042    | 14     | 05     | 23          | 055    | 073       | −18          |
| Endrunde   | 005    | 02     | 01     | 02          | 007    | 010       | 0−3          |
| Gesamt     | 107    | 49     | 20     | 38          | 186    | 140       | 046          |